# Milton Coimbra
Milton Coimbra (Santa Cruz de la Sierra, 4 de maio de 1975) é um ex-futebolista boliviano que atuava como atacante.

## Carreira
Milton Coimbra integrou a Seleção Boliviana de Futebol na Copa América de 1999.

## Títulos
Seleção Boliviana
- Copa América de 1997: 2º Lugar